# گای همیلتون
گای همیلتون (به انگلیسی: Guy Hamilton) (زاده ۱۶ سپتامبر ۱۹۲۲) کارگردان، فیلم‌نامه‌نویس و تهیه‌کننده سینما بود.

## زندگی‌نامه
همیلتون از والدینی انگلیسی در پاریس زاده شد. والدین وی در زمان اشغال فرانسه توسط نازی‌ها، نیز در پاریس ماندند.
او در دوران جوانی در جنبش مقاومت فرانسه نقش فعالی ایفا کرد. پس از پایان جنگ جهانی دوم وی به عنوان دستیار کارگردان کارول رید در فیلم‌های برجسته بت شکسته (۱۹۴۸) و مرد سوم (۱۹۴۹) همکاری کرد.
پس از همکاری با کارول رید، همیلتون اولین فیلم خود را با نام ناقوس زن در سال ۱۹۵۲ با حضور هربرت لوم به نقش یک مشاور حقوقی که با دریافت نامه‌های تهدیدآمیز درگیر مشکلاتی می‌شود را ساخت. او طی چهار دهه فیلم‌سازی ۲۲ فیلم را کارگردانی کرد که فیلم‌های جیمز باندی وی از جمله این فیلم‌ها بودند. او با بازیگر زن نائومی چانس نیز ازدواج کرد.
همیلتون به عنوان اولین انتخاب برای کارگردانی فیلم سوپرمن (۱۹۷۸) در نظر گرفته شده بود. و فیلم طبق برنامه می‌بایست در ایتالیا فیلم‌برداری می‌شد که با تغییر مکان فیلمبرداری به انگلستان، مشکلات مالیاتی وی که به او اجازه نمی‌داد در انگلستان برای مدت بیش از سی روز در یک سال بماند سر باز کرد و وی از پروژه کنار گذاشته شد، در نهایت ریچارد دانر جایگزین همیلتون شد،
گفته شده که اواخر دههٔ ۸۰ به ساختن دیگر فیلم ابر قهرمانی سینمای آمریکا بتمن نیز نزدیک شد.
او نیز همچون تعداد زیادی از کارگردانان آن دوران هالیوود، حاضر به ساخت فیلم جیمز باندی دکتر نو نشد اما پس از ترنس یانگ، وی سومین فیلم از سری فیلم‌های جیمز باند با نام گلدفینگر را در سال ۱۹۶۴ کارگردانی کرد. همیلتون فیلم‌های الماس‌ها ابدی‌اند (۱۹۷۱)، زندگی کن و بگذار بمیرند (۱۹۷۳) و مردی با تپانچهٔ طلایی (۱۹۷۴) را ساخت و همچنین در مرحله پیش تولید از پروژه جاسوسی که دوستم داشت کنار رفت. اندکی دزدی (۱۹۵۹) با حضور جیمز میسون، مانوئلا (۱۹۵۷) با بازی ترور هاوارد از مشهورترین فیلم‌های غیر جیمز باندی وی هستند.